# Іванова Кіра Валентинівна
Кіра Валентинівна Іванова (рос. Кира Валентиновна Иванова; 10 січня 1963 Москва — 18 січня 2001, Москва) — майстер спорту міжнародного класу, радянська фігуристка. Бронзовий призер Олімпійських ігор 1984 року в одиночному катанні, срібний призер чемпіонату світу, 4-кратний срібний призер першостей Європи, чемпіонка СРСР 1979 та 1981, Іванова стала першою радянською фігуристкою, яка завоювала медаль на Олімпійських іграх в жіночому одиночному катанні.

## Біографія
З 6 років стала тренуватися у Ірини Аніканової в клубі «Спартак», а потім увійшла в «спецгрупу» для фігуристок при профспілках. З 1978 тренером став В. Н. Кудрявцев. Одним з перших всесоюзних змагань була Зимова Спартакіада народів СРСР 1978 у Свердловську, де Кіра зайняла 2-е місце серед юніорів.. 25 березня 1978 стала першою радянською фігуристкою, яка завоювала медаль на чемпіонаті світу серед юніорів. Після цього успіху в жовтні 1978 бере участь в змаганнях «Скейт Канада», в довільній програмі вдало виконує два потрійних стрибка, намагається виконати комбінацію подвійний аксель — ойлер — потрійний сальхов, супроводжує її Е. А. Чайковська, а в листопаді 1978 займає 2-е місце в змаганнях на призи газети «Московские новости». Нарешті в грудні 1979 вперше виграє дорослий чемпіонат СРСР в Запоріжжі, потрапивши в збірну країни. На чемпіонаті Європи Кіра 10-та, а на чемпіонаті світу — 18-та, хоча в довільній програмі їй вдалось виконати два потрійних стрибки. Дебют на Олімпіаді-80 був не зовсім вдалий, незважаючи на те, що в довільній програмі Кіра зробила вже три потрійних стрибки. У грудні 1981 в Одесі знову виграє чемпіонат СРСР. На чемпіонаті світу 1980 одна Кіра несподівано зайняла 4-е місце в короткій програмі з чистим каскадом і подвійним акселем — подвійний ріттбергер. У жовтня 1981 року Кіра третя на змаганнях «Скейт Канада», виконавши кращу свою довільну програму з чотирма потрійними стрибками, в тому числі найчистішим потрійним ріттбергером. Судді дали Кірі друге місце в довільній, канадський коментатор Отто Джелінек повідомляв про інтенсивні тренуваннях Кіри в останні пару років, в яких їй допомагає 2-разовий олімпійський чемпіон Олександр Зайцев. Кіра також працює з балетмейстером Большого театру.
У 1982 році перейшла тренуватися в «Динамо» (Московська область) до дворазового чемпіону світу Володимира Ковальова. У Ковальова не складалися відносини зі спортивним керівництвом. У Красноярську, на V Спартакіаді народів СРСР Кіра зайняла 1-е місце, а потім не прийшла на допінг-контроль, за що її дискваліфікували, а пізніше — відсторонили від збірної.
У квітня 1983 Кіра виграє Кубок СРСР в Красноярську, пізніше ця перемога, а також вдалий виступ на відбіркових змаганнях в Ленінграді стали аргументом для включення її знову в збірну СРСР на сезон 1983/84. На своїх других Олімпійських іграх 1984 Кіра Іванова вперше в історії радянського жіночого фігурного катання отримує медаль — бронзову. В обов'язкових фігурах Кіра закріпилася на 5-му місці. У короткій програмі чисто виконала каскад потрійний тулуп — подвійний ріттбергер, темпову, насичену доріжку кроків, після чого піднялася на 3-е місце. У довільній програмі Кіра спробувала виконати дуже складний набір з п'яти потрійних стрибків. Виводив її не Ковальов, а Едуард Плінера.На чемпіонаті світу 1984 займає 4-е місце, невдало виконавши довільну програму, виводить її Олена Чайковська.
Сезон 1984/85 років став найвдалішим для Кіри. Незважаючи на програш Ганні Кондрашовій чемпіонату СРСР, на чемпіонаті Європи та світу Кіра завоювала срібні медалі, поступившись тільки Катаріні Вітт. З цього року Кіра затверджується як неперевершений майстер обов'язкових фігур. Кіра, незважаючи на найгострішу конкуренцію, виграла всі змагання в постатях з 1985 по 1988 рік, включаючи чемпіонати Європи, світу і Олімпіаду-88. Коротка та довільна програми на чемпіонаті світу в Токіо були виконані абсолютно чисто та впевнено.
Потім результати Кіри пішли на спад, хоча вона стабільно вигравала срібло на всіх чемпіонатах Європи (1986—1988), на світових першостях через помилки в довільних програмах займала нижчі підсумкові місця. На своїй третій Олімпіаді Кіра знову виграла у фігурах, але в короткій приземлилася на обидві ноги після каскаду потрійного тулупу — подвійний ріттбергер, помилилася на двох інших елементах. У довільній програмі Кіра не змогла зробити чисто жоден потрійний стрибок і зайняла в підсумку 7-е місце, після чого завершила спортивну кар'єру.
З 1988 року Кіра Іванова знімалася в кіно, працювала в «Театрі льодових мініатюр» Ігоря Бобріна і тренером в спортивному клубі «Динамо». Однак потім в житті Кіри трапився цілий ряд важких обставин, включаючи смерть бабусі, самогубство сестри, ряд аварій, вимушений аборт і зрив контракту в Туреччині, розпад двох шлюбів, після чого вона не витримала, страждала від алкоголізму, намагалася лікуватися.

## Смерть
20 грудня 2001 року труп спортсменки з множинними ножовими пораненнями в спину виявили сусіди в її квартирі на вулиці Декабристів. Судмедекспертиза показала, що смерть сталася дві доби тому.
Похована на Хованському кладовищі в Москві (ділянка № 2, територія крематорію).

## Різне
Відома актриса Кіра Найтлі, яка народилася 26 березня 1985, зізналася, що ім'я їй вибрав батько, на честь Кіри Іванової.

## Спортивні досягнення
| Змагання                                   | 1977/78 | 1978/79 | 1979/80 | 1980/81 | 1981/82 | 1982/83 | 1983/84 | 1984/85 | 1985/86 | 1986/87 | 1987/88 |
| ------------------------------------------ | ------- | ------- | ------- | ------- | ------- | ------- | ------- | ------- | ------- | ------- | ------- |
| Зимові Олімпійські ігри                    |         |         | 16      |         |         |         | 3       |         |         |         | 7       |
| Чемпіонат світу                            |         | 18      |         | 12      |         |         | 4       | 2       | 4       | 5       |         |
| Чемпіонати Європи                          |         | 10      | 11      | 7       |         |         | 4       | 2       | 2       | 2       | 2       |
| Чемпіонати світу сред юніорів              | 2       |         |         |         |         |         |         |         |         |         |         |
| Чемпіонати СССР                            |         | 1       |         | 1       |         | 6       |         | 2       | 2       | 2       | 2       |
| Skate Canada International                 |         | ?       |         |         | 3       |         |         |         |         |         |         |
| Турнір на призи газети «Московські новини» |         | 2       | 1       |         | 2       | 1       | 1       | 1       |         | 1       |         |